# Arbeitskreis für moderne Sozialgeschichte
Arbeitskreis für moderne Sozialgeschichte (em português: Grupo de Trabalho para a História Social Moderna) é um grupo de pesquisa fundado em 1957 por Werner Conze, sediado na Alemanha, cujo interesse central é desenvolver abordagens teóricas e métodos para a história social moderna.

## Sobre
O Arbeitskreis für moderne Sozialgeschichte foi fundado em 1957 pelo historiador Werner Conze em Heidelberg, na Alemanha. A fundação do grupo contou também com a participação de Otto Brunner e do então jovem Reinhart Koselleck, representando um momento central da institucionalização da história dos conceitos na Alemanha. Atualmente, o grupo possui trinta membros ativos, possuindo como foco principal o estudo das estruturas e práticas sociais a partir da perspectiva da história global, tratando de temas como as relações de trabalho na sociedade capitalista globalizada, entre outros. O grupo se reune duas vezes por ano no Institut für Sozialforschung em Hamburgo, e desde 1962 publica a série Industrial World.